# لويس أوليفيرا (لاعب كرة قدم أرجنتيني)
لويس أوليفيرا (بالإسبانية: Luis Olivera)‏ (24 أكتوبر 1998 في الأرجنتين - ) هو لاعب كرة قدم أرجنتيني في مركز الدفاع. لعب مع ريفر بليت.

## وصلات خارجية
- لويس أوليفيرا على موقع إي إس بي إن إف سي (الإنجليزية)
- لويس أوليفيرا على موقع قاعدة بيانات كرة القدم.إي يو (الإنجليزية)
- لويس أوليفيرا على موقع Soccerway.com (الإنجليزية)
- لويس أوليفيرا على موقع AS.com (الإسبانية)